# Crescendo (restauration)
 (juin 2023).
Pour les articles homonymes, voir Crescendo.
Crescendo est une enseigne française de 66 restaurants avec environ 1 600 salariés en 2013. Les restaurants sont souvent dans un centre ou une galerie commerciale. Ils sont alors le restaurant ou cafétéria de l'ensemble commercial qu'ils couvrent. Ils fonctionnent en libre-service pour toute la gamme des plats qui sont cuisinés sur place et à base de produits frais. Les viandes, les poissons et les pizzas sont cuisinés devant le client.
Le premier restaurant date de 1992, il est situé à la Teste-de-Buch sur le Bassin d'Arcachon .

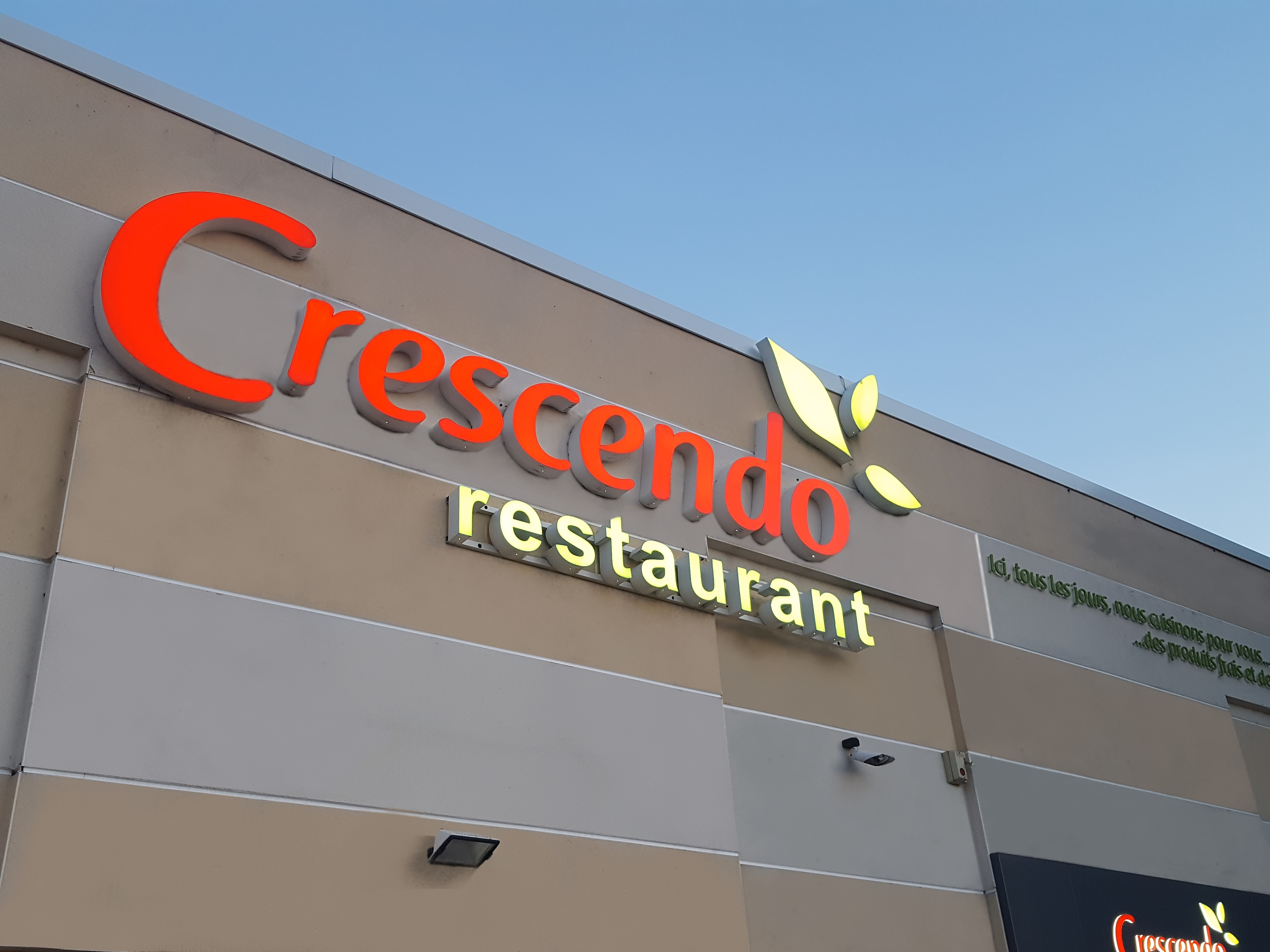
La cafétéria de Thiers au centre commercial La Varenne.